# Lleis Intolerables

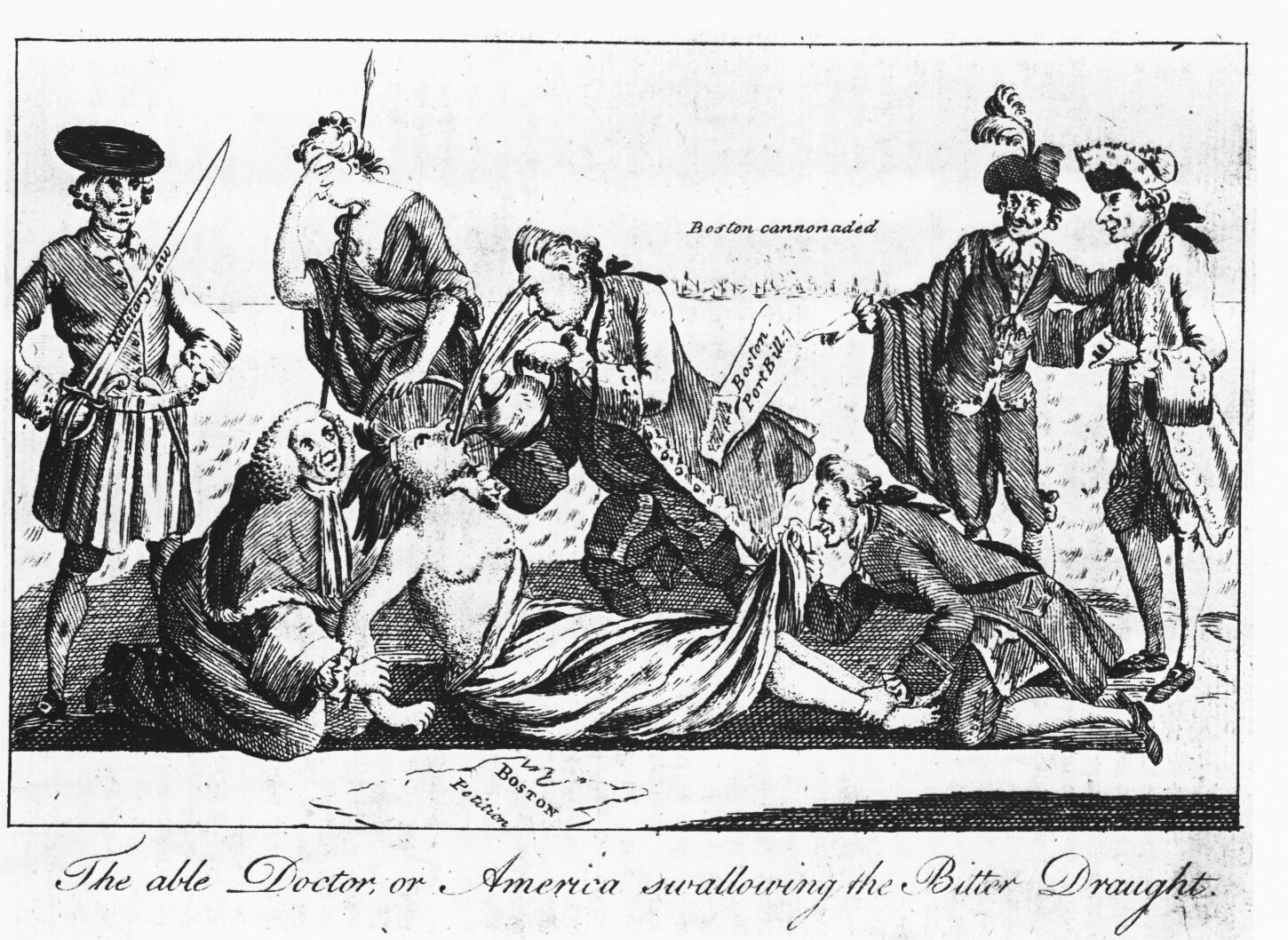
Aquesta il·lustració patriòtica representant les Lleis Coactives com l'obligatorietat de fer-li beure te a una dona americana (un símbol de les colònies americanes) va ser copiat i distribuït a les Tretze Colònies.

Les Lleis Intolerables (Intolerable Acts) fou un terme emprat pels patriotes americans per referir-se a una sèrie de lleis punitives imposades pel Parlament britànic el 1774 arran del motí del te de Boston (Boston Tea Party). Van ser pensades per castigar els colons de Massachusetts pel desafiament de tirar un gran carregament de te al port de Boston. A la Gran Bretanya, aquestes lleis es van conèixer com les Lleis Coactives (Coercive Acts).
Les lleis van suprimir l'autogovern de Massachusetts i els drets històrics, provocant ultratge i resistència a les Tretze Colònies. Van ser esdeveniments clau per a l'esclat de la Revolució Americana el 1775.
Quatre de les lleis van ser emeses com a resposta directa al Boston Tea Party de desembre de 1773; el Parlament britànic esperava que aquestes mesures, exemplars per Massachusetts, invertirien la tendència de resistència colonial a l'autoritat parlamentària que havia començat amb la Llei del Timbre de 1765. Una cinquena llei, la Llei de Quebec, va ampliar les fronteres de la que llavors era la Província de Quebec i va instituir reformes generalment favorables als habitants catòlics francesos de la regió; tot i que no està relacionada amb les altres quatre Lleis, va ser passada en la mateixa sessió legislativa i vista pels colonitzadors com una de les Lleis Intolerables. Els Patriotes van veure les lleis com una violació arbitrària dels drets de Massachusetts i el setembre de 1774 van organitzar el Primer Congrés Continental per coordinar una protesta. Mentre que les tensions es van intensificar, la Guerra de la Revolució americana va esclatar l'abril de 1775, que va portar a la creació d'uns Estats Units d'Amèrica independents el juliol de 1776.

## Context històric
Les relacions entre les Tretze Colònies i el Parlament britànic van empitjorar de forma lenta però constant després del final de la Guerra dels Set Anys (Guerra Franco-Índia) el 1763. La guerra havia sumit el govern britànic en un profund deute, de manera que el Parlament britànic va promulgar una sèrie de mesures per augmentar els ingressos fiscals de les colònies. El Parlament creia que aquestes lleis, com la Llei del Timbre de 1765 i les lleis de Townshend de 1767, eren mitjans legítims perquè les colònies paguessin la seva part justa dels costos de mantenir l'Imperi Britànic. Tot i que les protestes van portar a la derogació d'aquestes dues lleis, el Parlament es va mantenir en la posició que tenia el dret de legislar sobre les colònies "en tots els casos en absolut" a la Llei Declaratòria de 1766.
Molts colonitzadors, tanmateix, havien desenvolupat una concepció diferent de l'Imperi Britànic. Sota la Constitució Britànica, argumentaven, la propietat d'un subjecte britànic (en forma d'impostos) no li podia ser presa sense el seu consentiment (en la forma de representació al govern). Per tant, com que les colònies no estaven directament representades al Parlament, alguns colonitzadors van insistir que el parlament no tenia cap dret a aplicar-los impostos, un punt de vista expressat amb l'eslògan "Cap impost sense representació". Després de les Lleis de Townshend, alguns assagistes colonials van portar aquesta línia de pensament fins i tot més enllà i va començar a qüestionar si el parlament tenia qualsevol jurisdicció legítima sobre les colònies en general. Aquesta qüestió de l'extensió de la sobirania del parlament sobre les colònies fou la raó subjacent de la Revolució americana.

## Fets
El 16 de desembre de 1773, un grup de colons Patriotes associats amb els Fills de la Llibertat van destruir diverses tones de te a Boston, Massachusetts, un acte que es va conèixer com el Boston Tea Party. Els colons van prendre part en aquesta acció perquè el parlament havia promogut la Llei del Te que permetia a la Companyia Britànica de les Índies Orientals vendre te directament a les colònies, salvant així l'empresa de la bancarrota. Això va fer el te britànic menys car, per la qual cosa el Parlament va pensar que seria un canvi benvingut en les colònies. A més a més, es va afegir un petit impost sobre el qual els colons no van havien donat el seu consentiment, però el te encara era menys car fins i tot amb l'impost. Un altre cop, el parlament va gravar els colons sense tenir representació. Això va enfurir els colons. La notícia del Boston Tea Partyva arribar a Anglaterra el gener de 1774. El Parlament va respondre amb una sèrie de lleis que amb les quals es va intentar castigar Boston per aquesta destrucció de propietats privades, restaurar l'autoritat britànica a Massachusetts i d'altra banda reformar el govern colonial a Amèrica.
E 22 d'abril de 1774, el primer ministre Lord North va defensar el programa a la Cambra dels Comuns, dient:
Els nord-americans han cobert de quitrà i plomes a la vostra gent, han saquejat els vostres comerciants, han cremat les vostres naus, han negat tota obediència a les vostres lleis i autoritat; però, tan tolerant i clement ha estat sempre la nostra conducta que ens incumbeix a nosaltres prendre un rumb diferent. Qualssevol que siguin les conseqüències, cal arriscar alguna cosa; si no ho fem, tot ha acabat.
La Llei del Port de Boston, la primera de les lleis aprovades en resposta al Boston Tea Party, va tancar el port de Boston l'1 de juny de 1774, fins que la Companyia de les Índies Orientals va haver estat compensada pel te destruït i fins que el rei va estar convençut que l'ordre havia estat restaurat. Els colons van objectar que la Llei de Port castigava tot Boston i no només els individus que havien destruït el te i que estaven sent castigats sense que se'ls hagués donat l'oportunitat de testificar en la seva pròpia defensa.
La Llei del Govern de Massachusetts va provocar encara més indignació que la Llei de Ports, ja que alterava unilateralment el govern de Massachusetts per posar-lo sota el control del govern britànic. Sota els termes de la Llei de Govern, gairebé tots els càrrecs al govern colonial havien de ser nomenats pel governador, el Parlament o el rei. La llei també limitava severament les activitats de les assemblees locals a Massachusetts a una reunió a l'any, llevat que el Governador en convoqués una. Els colons de fora de Massachusetts temien que els seus governs també poguessin ser modificats pel decret legislatiu del Parlament.
La Llei d'Administració de Justícia permetia al governador reial demanar que els judicis dels funcionaris reials acusats tinguessin lloc a la Gran Bretanya o en un altre lloc de l'Imperi si ell decidia que l'acusat no podia tenir un judici just a Massachusetts. Encara que la llei estipulava que als testimonis se'ls retornaria el cost del viatge a través de l'Atlàntic, no es va estipular que això inclouria el reemborsament per la pèrdua d'ingressos durant el període per al qual no podrien treballar, deixant a pocs d'ells amb la capacitat de testificar. George Washington va anomenar-la la "Llei d'Assassinat" perquè creia que permetriaals funcionaris britànics hostigar als nord-americans i després escapar de la justícia. Molts colons creien que la llei era innecessària perquè els soldats britànics havien rebut un judici just després de la massacre de Boston el 1770.
La Llei d'Aquarterament s'aplicà a totes les colònies i va tractar de crear un mètode més eficaç d'allotjar tropes britàniques a Amèrica. En una llei anterior, les colònies havien estat obligades a proporcionar allotjament als soldats, però les legislatures colonials havien estat poc cooperatives a fer-ho. La nova Llei d'Aquarterament permetia a un governador allotjar als soldats en altres edificis si no es proporcionaven quarters adequats. Tot i que moltes fonts afirmen que la Llei d'Aquarterament permetia a les tropes allotjar-se en habitatges particulars, un estudi de l'historiador David Ammerman de 1974 va afirmar que això és un mite i que la llei només va permetre que les tropes s'aquarteressin en edificis desocupats. Encara que molts colons van trobar la Llei d'Aquarterament objectable, va generar la menor protesta de les quatre Lleis Coactives.

## Efectes
Molts colons van veure les Lleis Coercitives (Lleis Intolerables) com una violació dels seus drets constitucionals, els drets naturals i els seus estatuts colonials. Per tant, van veure les lleis com una amenaça a les llibertats de tota l'Amèrica britànica, no només Massachusetts. Richard Henry Lee de Virgínia, per exemple, va descriure les lleis com "un sistema pervers de la destrucció de la llibertat d'Amèrica."
Els ciutadans de Boston no només va veure això com una llei de càstig innecessari i cruel, sinó que els Actes Coactius van accentuar molt més l'aversió envers la Gran Bretanya. Arran de les Lleis Coactives, encara més colons van anar en contra de la Gran Bretanya.
Gran Bretanya esperava que les Lleis Coactives aïllarien els radicals a Massachusetts i farien que els colons americans reconeguessin l'autoritat del Parlament sobre les seves assemblees electes. Era un risc calculat que va fracassar, però, ja que la duresa d'algunes de les lleis feia difícil per als moderats de les colònies parlar a favor del Parlament. Les lleis van promoure simpatia per Massachusetts i animaren els colons de les diverses colònies a formar el Primer Congrés Continental. El Congrés Continental va crear l'Associació Continental, un acord per boicotejar els productes britànics i, si això no aconseguia invertir les lleis coactives després d'un any, deixar també d'exportar béns a la Gran Bretanya. El Congrés també es va comprometre a donar suport a Massachusetts en cas d'atac, el que va significar que totes les colònies s'involucressin quan la Guerra Revolucionària Americana va començar a Lexington i Concord.